# Cereal Partners Worldwide
Cereal Partners Worldwide – spółka typu joint venture stworzona przez General Mills i Nestlé, przy czym Nestlé jest partnerem zarządzającym oraz właścicielem większości patentów. Założona w 1990 roku spółka zajmuje się produkcją płatków śniadaniowych (m.in. Nesquik, Cookie Crisp, Cheerios czy Chocapic).
Do spółki należy Cereal Partners Poland Toruń Pacific. Siedziba firmy znajduje się w Lozannie.